# Dudu Dantas
Eduardo Dantas (Rio de Janeiro, 3 de fevereiro de 1989) é um lutador brasileiro de MMA. Atualmente compete no peso galo do Bellator Fighting Championships. Dantas já disputou o cinturão mundial do Shooto, foi campeão do Shooto Brasil e é o atual campeão dos galos do Bellator.

## Carreira no MMA
Dantas treina na Nova União. Dantas também tem mostrado uma tendência em sua carreira a preferir o jogo em pé, embora também tenha qualidade no jogo de chão.

### Shooto Brasil
Depois de acumular um cartel de 3-1, incluindo uma vitória sobre o Campeão do Shooto Shinichi Kojima, Dantas fez o evento principal do Shooto Brasil 5. Dantas tentou várias técnicas em pé, incluindo joelhadas voadoras, mas terminou a luta com socos no estômago.
Logo depois, Dantas ganhou o Título Sul-Americano do Shooto, e ganhou a chance de enfrentar o Campeão Mundial do Shooto Masakatsu Ueda.
Em seguida, Dantas disputou o Título Mundial do Shooto. Naquela época, seu oponente, Masakatsu Ueda foi classificado como o 2° melhor peso galo do mundo.
Em uma luta de três rounds, Dantas foi capaz de abalar seu oponente em um número de ocasiões, mas sofreu uma redução de pontos por segurar as cordas para evitar uma queda de Ueda. Dantas perdeu a luta 29-28, 29-28, 30-28.
Dantas se recuperou com uma vitória por Nocaute Técnico sobre Carlos Roberto no segundo round. Segundo com uma vitória por Finalização no The Way of Shooto 3 em Maio de 2010.
Dantas era esperado para defender seu Título Sul-Americano do Shooto em uma revanche com Luis Alberto Nogueira, porém a luta foi cancelada.

### Bellator MMA
No outono de 2011, Dantas entrou na Quinta Temporada do Torneio de Galos do Bellator. Ele nocauteou Wilson Reis no segundo round nas quartas-de-final e Ed West por Decisão Dividida na semi-final, e avançou para a final.
Na final, ele derrotou Alexis Vila por Decisão Unânime e se tornou o Campeão do Torneio de Galos do Bellator.
Eduardo desafiou o campeão Zach Makovsky no Bellator 65 em 13 de Abril de 2012 pelo Cinturão Peso Galo do Bellator. Ele venceu a luta por Finalização Técnica no segundo round.
Em agosto de 2012, Dantas enfrentou Tyson Nam em uma luta fora do Bellator. Dantas havia sido permitido pelo Bellator para lutar contra Nam. Os dois se enfrentaram no Shooto Brasil 33: Fight for BOPE II, em um evento que serviu um levantar fundos para o "Batalhão de Operações Policiais Especiais" (BOPE). Embora Dantas abalou Nam cedo com uma joelhada, ele foi nocauteado no primeiro round com um contra golpe de direita depois que ele correu para frente de forma agressiva. 
Sua primeira defesa de cinturão foi contra o seu companheiro de equipe Marcos Galvão no Bellator 89. Dantas venceu por Nocaute no segundo round.
Dantas era esperado para fazer sua segunda defesa de cinturão contra o também brasileiro Rafael Silva em 7 de Março de 2014 no Bellator 111. Porém, Silva se lesionou e foi substituído por Anthony Leone. Após ser dominado no primeiro round, o brasileiro conseguiu dar a volta por cima e vencer por finalização no segundo round.
Dantas era esperado para enfrentar o vencedor do Torneio de Galos da 9ª Temporada Joe Warren em 2 de Maio de 2014 no Bellator 118. Porém, foi obrigado a se retirar da luta devido à uma lesão e foi substituído por Rafael Silva, que disputou o Cinturão Interino contra Warren.
Warren se tornou o campeão interino e enfrentou Dudu no dia 10 de Outubro de 2014 no Bellator 128 pela unificação do Cinturão Peso Galo do Bellator. Dantas perdeu a luta por decisão unânime, perdendo o seu cinturão.
A primeira luta de Dudu após perder o cinturão foi contra Mike Richman em 15 de Maio de 2015 no Bellator 137. Richman não conseguiu atingir o limite de 136 lbs da categoria, pesando 139 lbs. Dantas aceitou a luta, e essa então aconteceu em um peso casado. Dudu venceu por decisão unânime.
Em 17 de junho de 2016 (Bellator 156), Dudu enfrentou novamente Marcos "Loro" Galvão pelo título dos galos, só que dessa vez como desafiante, já que Loro era o atual detentor do cinturão. Após cinco rounds de amplo domínio, Dudu foi declarado vencedor por decisão unânime, reconquistando assim o Cinturão Peso Galo do Bellator., após defender o Cinturão Peso-Galo contra seu antigo desafeto Joe Warren e contra Leandro Higo com sucesso, Dudu lutou contra Darrion Caldwell no Main-Event do Bellator 184, Dudu perdeu por Decisão Unânime e, dessa maneira, perdeu novamente seu Cinturão, Dudu voltou a lutar no Bellator 202 contra o ex-UFC Michael Mcdonald, Dudu perdeu em 58 segundos após levar um knockdown e na queda contundir seu pé.   

## Cartel no MMA
| Res.    | Cartel | Oponente                    | Método                                   | Evento                                | Data       | Round | Tempo | Local                     | Notas                                            |
| ------- | ------ | --------------------------- | ---------------------------------------- | ------------------------------------- | ---------- | ----- | ----- | ------------------------- | ------------------------------------------------ |
| Vitória | 21-6   | Toby Misech                 | Decisão (unânime)                        | Bellator 215: Mitrione vs. Kharitonov | 15/02/2019 | 3     | 5:00  | Uncasville, Connecticut   |                                                  |
| Derrota | 20-6   | Michael McDonald            | Nocaute (socos)                          | Bellator 202: Budd vs. Nogueira       | 13/07/2018 | 1     | 0:58  | Oklahoma                  |                                                  |
| Derrota | 20-5   | Darrion Caldwell            | Decisão (unânime)                        | Bellator 184: Dantas vs. Caldwell     | 06/10/2017 | 5     | 5:00  | Oklahoma                  | Perdeu o Cinturão Peso Galo do Bellator.         |
| Vitória | 20-4   | Leandro Higo                | Decisão (unânime)                        | Bellator 177                          | 17/04/2017 | 3     | 5:00  | Budapeste                 | Luta não válida pelo cinturão; Peso Casado.      |
| Vitória | 19-4   | Joe Warren                  | Decisão (majoritária)                    | Bellator 166                          | 02/12/2016 | 5     | 5:00  | Oklahoma                  | Defendeu o Cinturão Peso Galo do Bellator.       |
| Vitória | 18-4   | Marcos Galvão               | Decisão (unânime)                        | Bellator 156                          | 17/06/2016 | 5     | 5:00  | Uncasville, Connecticut   | Ganhou o Cinturão Peso Galo do Bellator.         |
| Vitória | 17-4   | Mike Richman                | Decisão (unânime)                        | Bellator 137                          | 15/05/2015 | 3     | 5:00  | Temecula, California      | Peso Casado (139 lbs).                           |
| Derrota | 16-4   | Joe Warren                  | Decisão (unânime)                        | Bellator 128                          | 10/10/2014 | 5     | 5:00  | Thackerville, Oklahoma    | Perdeu o Cinturão Peso Galo do Bellator.         |
| Vitória | 16-3   | Anthony Leone               | Finalização (mata leão)                  | Bellator 111                          | 07/03/2014 | 2     | 2:04  | Thackerville, Oklahoma    | Defendeu o Cinturão Peso Galo do Bellator.       |
| Vitória | 15-3   | Marcos Galvão               | Nocaute (soco)                           | Bellator 89                           | 14/02/2013 | 2     | 3:01  | Charlotte, North Carolina | Defendeu o Cinturão Peso Galo do Bellator        |
| Derrota | 14-3   | Tyson Nam                   | Nocaute (soco)                           | Shooto Brasil 33: Fight for BOPE II   | 25/08/2012 | 1     | 1:40  | Rio de Janeiro            |                                                  |
| Vitória | 14-2   | Zach Makovsky               | Finalização Técnica (triangulo de braço) | Bellator 65                           | 13/04/2012 | 2     | 3:26  | Atlantic City, New Jersey | Ganhou o Cinturão Peso Galo do Bellator          |
| Vitória | 13–2   | Alexis Vila                 | Decisão (unânime)                        | Bellator 59                           | 26/11/2011 | 3     | 5:00  | Atlantic City, New Jersey | Final do Torneio de Galos do Bellator            |
| Vitória | 12-2   | Ed West                     | Decisão (dividida)                       | Bellator 55                           | 22/10/2011 | 3     | 5:00  | Yuma, Arizona             | Semifinal do Torneio de Galos do Bellator        |
| Vitória | 11-2   | Wilson Reis                 | Nocaute (joelhada voadora e socos)       | Bellator 51                           | 24/09/2011 | 2     | 1:02  | Canton, Ohio              | Quartas de final do Torneio de Galos do Bellator |
| Vitória | 10-2   | Samuel de Souza             | Finalização (chave de braço)             | Shooto - Brasil 20                    | 11/12/2010 | 1     | 0:20  | Rio de Janeiro, RJ        | Defendeu o Título Sul-Americano do Shooto        |
| Vitória | 9-2    | Hiromasa Ogikubo            | Finalização (mata leão)                  | The Way of Shooto 3                   | 30/05/2010 | 3     | 1:21  | Tokyo                     |                                                  |
| Vitória | 8-2    | Carlos Roberto              | Nocaute Técnico (socos)                  | Shooto Brasil 14                      | 26/11/2009 | 2     | 0:46  | Rio de Janeiro, RJ        |                                                  |
| Derrota | 7-2    | Masakatsu Ueda              | Decisão (unânime)                        | Shooto - Revolutionary Exchanges 1    | 19/07/2009 | 3     | 5:00  | Tokyo                     | Pelo Título Internacional dos Penas do Shooto    |
| Vitória | 7-1    | Mauricio Antonio Santos Jr. | Decisão (unânime)                        | World Fighting Combat                 | 24/04/2009 | 3     | 5:00  | Rio de Janeiro, RJ        |                                                  |
| Vitória | 6-1    | Luis Nogueira               | Finalização (chave de braço)             | Shooto Brasil 9                       | 29/11/2008 | 2     | 1:41  | Fortaleza, Ceará          |                                                  |
| Vitória | 5-1    | Juan Tessari                | Finalização (mata leão)                  | Shooto Brasil 7                       | 28/06/2008 | 2     | 2:33  | Rio de Janeiro, RJ        |                                                  |
| Vitória | 4-1    | Hudson Rocha                | Nocaute Teécnico (socos)                 | Shooto Brasil 5                       | 26/01/2008 | 1     | N/A   | Rio de Janeiro, RJ        |                                                  |
| Vitória | 3-1    | Shinichi Kojima             | Decisão (unânime)                        | Shooto - Back To Our Roots 6          | 08/11/2007 | 3     | 5:00  | Tokyo                     |                                                  |
| Derrota | 2-1    | Aritano Silva Barbosa       | DQ (tiros de meta ilegais)               | Cassino Fight 4                       | 15/09/2007 | 1     | 3:31  | Manaus, Amazonas          |                                                  |
| Vitória | 2-0    | Fabio Oliveira              | Decisão (unânime)                        | Shooto Brasil 3                       | 07/07/2007 | 3     | 5:00  | Rio de Janeiro, RJ        |                                                  |
| Vitória | 1-0    | William Porfirio            | Decisão (unânime)                        | Shooto Brasil 2                       | 24/03/2007 | 3     | 5:00  | Rio de Janeiro, RJ        |                                                  |